# Gaesischia rosadoi
Gaesischia rosadoi är en biart som beskrevs av Urban 1989. Gaesischia rosadoi ingår i släktet Gaesischia och familjen långtungebin. Inga underarter finns listade i Catalogue of Life.